# Línea 10 (EMT Madrid)
La línea 10 de la EMT de Madrid une la plaza de Cibeles con el barrio de Palomeras Bajas, en el distrito de Puente de Vallecas.

## Historia
La primitiva línea 10 fue puesta en servicio el 11 de junio de 1949 para unir Vallecas con Cibeles en dos tramos: Puente de Vallecas - Cánovas y Alfonso XII - Cibeles. En 1955 este servicio pasó a depender de la empresa Troval, S.A. Dos años después, la línea volvería a ser gestionada por EMT, uniendo Cibeles con la Colonia del Perpetuo Socorro.
Posteriormente, se crearon dos variantes de la misma, señaladas con el número 10 tachado con una raya roja y verde respectivamente. Apenas compartían recorrido con la línea original y las frecuencias eran muy diferentes.
- La línea 10 con raya roja tenía el recorrido Pacífico - Palomeras, y fue creada en 1961. Inicialmente, solo prestaba servicio los días laborables en las horas punta de la mañana y la tarde. Con el tiempo, pasó a operar todos los días de la semana y de forma continua.
- La línea 10 con raya verde realizaba la ruta Puente de Vallecas - Colonia San Francisco, y fue creada el 1 de diciembre de 1980.

Tras la implantación de teleindicadores electrónicos que hacían difícil la tarea de mostrar el número tachado en rojo o verde, en el año 2000 cambiaron las denominaciones por 310 (10 con raya roja) y 410 (10 con raya verde), con iguales frecuencias y recorridos. La línea 310 sigue existiendo, pero la 410 desapareció en 2003.
El 9 de enero de 2012 su itinerario se amplió, en sentido Palomeras, desde su antigua cabecera (situada en la avenida de Buenos Aires con Villalobos) hasta la calle de Sabrina (donde se ubicó una nueva terminal), muy cerca de la estación de Cercanías de El Pozo. Esta prolongación, que se realizó a través de las avenidas de Buenos Aires y Parque de Palomeras Bajas, tenía como objeto mejorar su intermodalidad facilitando el acceso a dicha estación. Asimismo, esta acción mejoró la oferta de servicio de la EMT en el barrio de Palomeras Bajas (distrito Puente de Vallecas). La denominación, horario y frecuencias de la línea no experimentaron cambios. Este itinerario contó con cuatro paradas nuevas.
El 20 de diciembre del 2018 la línea modificó su itinerario en la calle Arroyo del Olivar en sentido centro, para subir por la calle Puerto de Pajares en vez de la calle Dr. Fernando P. de Rivera como hacía hasta entonces.

## Características

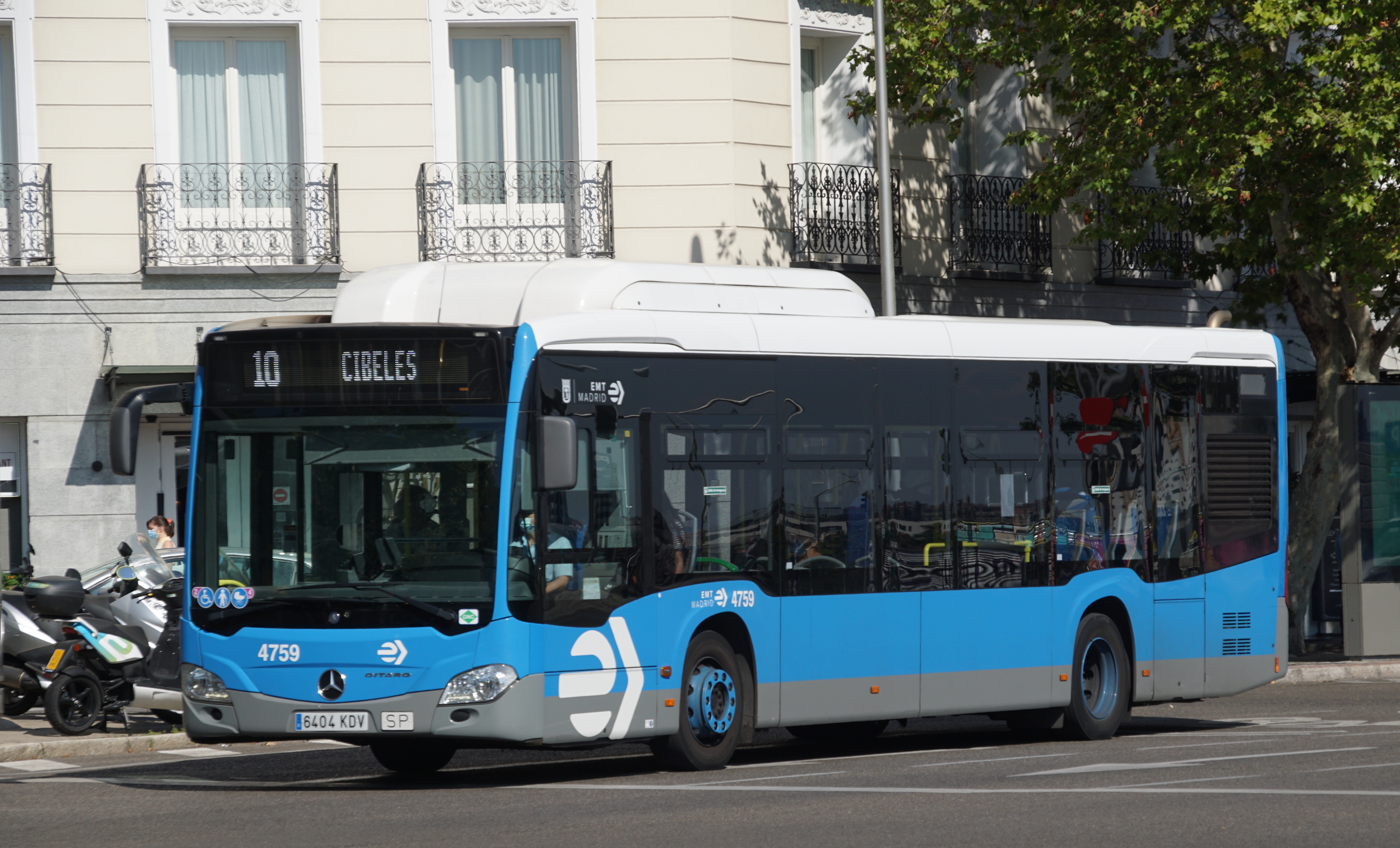
Junto a la estación de Atocha, agosto de 2020

La línea 10 es radial, conecta el centro con un distrito periférico, siendo, entre las líneas de autobús que dan servicio al distrito Puente de Vallecas, aquella que más se acerca a la Puerta del Sol.
Antes de llegar a Palomeras, la línea pasa junto a la estación de Atocha, atraviesa el distrito de Retiro y el Puente de Vallecas. Es la única línea que circula por la calle Cavanilles (Retiro), la calle Arroyo del Olivar, la Avenida de Palomeras y la calle de los Extremeños (Puente de Vallecas)

### Frecuencias
| Lunes a viernes laborables |               |
| De 6:00 a 7:00             | 6-11 minutos  |
| De 7:00 a 20:00            | 6-9 minutos   |
| De 20:00 a 23:00           | 8-15 minutos  |
| Sábados laborables         |               |
| De 6:00 a 10:00            | 11-25 minutos |
| De 10:00 a 22:00           | 10-14 minutos |
| De 22:00 a 23:00           | 11-19 minutos |
| Domingos y festivos        |               |
| De 7:00 a 11:00            | 13-21 minutos |
| De 11:00 a 22:00           | 11-14 minutos |
| De 22:00 a 23:00           | 13-20 minutos |

## Recorrido y paradas
NOTA: Debido a las obras de ampliación de la línea 11 de Metro, las paradas sombreadas en naranja sustituyen a aquellas sombreadas en rojo.

### Sentido Palomeras
La línea inicia su recorrido en la Plaza de Cibeles, en las dársenas situadas junto al Paseo del Prado, por el que sale girando a la izquierda. Lo recorre entero hasta la Plaza del Emperador Carlos V, donde gira a la izquierda para incorporarse al Paseo de la Infanta Isabel y su continuación (Paseo de la Reina Cristina).
Al final de este paseo llega a la Plaza de Mariano de Cavia, donde toma la salida hacia la calle de Cavanilles, que recorre entera hasta llegar a Doctor Esquerdo, calle por la que circula girando a la derecha para poco después girar a la izquierda e incorporarse a la Avenida de la Ciudad de Barcelona.
Recorre esta calle hasta pasar bajo el Puente de Vallecas, entrando en el distrito homónimo por la Avenida de la Albufera, que abandona enseguida al girar a la derecha bajando por la Avenida del Monte Igueldo.
Desde esta avenida gira a la izquierda por la calle Martínez de la Riva, y bajando un poco por esta gira por la calle Monte Perdido para incorporarse a la calle Arroyo del Olivar.
A continuación, recorre la calle Arroyo del Olivar hasta su intersección con la Avenida de Buenos Aires, por la que baja hasta la intersección con la Avenida de Palomeras, por la que circula hasta el final, continuando por la calle de los Extremeños, que también recorre hasta el final girando a la derecha por la Avenida de Rafael Alberti y su continuación, la calle Villalobos. Al final de esta calle sale a la Avenida de Miguel Hernández girando a la derecha, y continúa por Puerto de Balbarán hacia la calle de Sabrina, donde finaliza su recorrido.
| Código | Parada                                  | Coincidente con                         | Conexiones con Metro y Cercanías | Otros |
| ------ | --------------------------------------- | --------------------------------------- | -------------------------------- | ----- |
| 5442   | CIBELES (dársenas junto Pº Prado)       |                                         | Banco de España                  |       |
| 77     | Neptuno                                 | 14 27 34 37 45 001 C03                  |                                  |       |
| 79     | Museo del Prado-Jardín Botánico         | 14 27 34 37 45 001 C03                  |                                  |       |
| 81     | Prado-Atocha                            | 14 27 34 37 45 001 C03 E1               | Estación del Arte                |       |
| 1401   | Estación de Atocha                      | 14 26 32 37 C2                          | Atocha                           |       |
| 2046   | Basílica de Atocha                      | 14 26 32 C2 VAC-246                     |                                  |       |
| 1402   | Basílica de Atocha                      | 14 24 26 32 37 54 57 C2 102 141 VAC-246 |                                  |       |
| 2048   | Reina Cristina                          | 14 26 32 C2                             |                                  |       |
| 2050   | Mariano de Cavia                        |                                         |                                  |       |
| 2052   | Cavanilles-Abtao                        |                                         |                                  |       |
| 1435   | Doctor Esquerdo-Cavanilles              | 56 156                                  |                                  |       |
| 1437   | Pacífico                                | 56 156                                  | Pacífico                         |       |
| 1410   | Ciudad de Barcelona-Seco                | 8 24 37 54 56 57 136 141 310            |                                  |       |
| 2058   | Puente de Vallecas                      | 8 24 37 54 56 57 136 141 310            | Puente de Vallecas               |       |
| 2059   | Monte Igueldo                           | 24 111 310                              |                                  |       |
| 2091   | Martínez de la Riva                     | 24 111 310                              |                                  |       |
| 4861   | Arroyo del Olivar-Monte Perdido         |                                         |                                  |       |
| 2064   | Arroyo del Olivar-Carlos Martín Álvarez |                                         |                                  |       |
| 2066   | Arroyo del Olivar-Muñoz Díaz            |                                         |                                  |       |
| 2068   | Parque de Azorín                        |                                         |                                  |       |
| 2070   | Buenos Aires-Palomeras                  |                                         |                                  |       |
| 2072   | Pedro Laborde-Palomeras                 |                                         |                                  |       |
| 4540   | Parque de la Constitución               |                                         |                                  |       |
| 2075   | Pablo Neruda-Avenida de Palomeras       |                                         |                                  |       |
| 2077   | Extremeños                              |                                         |                                  |       |
| 2079   | Biblioteca Miguel Hernández             |                                         |                                  |       |
| 2081   | Aragoneses                              | 144                                     |                                  |       |
| 2083   | Leoneses                                | 144                                     |                                  |       |
| 2085   | Villalobos                              | 144 310                                 |                                  |       |
| 2087   | Pablo Neruda-Villalobos                 | 310                                     |                                  |       |
| 4517   | Mogambo                                 |                                         |                                  |       |
| 2106   | Parque de Palomeras                     | 310                                     |                                  |       |
| 5774   | PALOMERAS (C/ Sabrina)                  |                                         | El Pozo                          |       |

### Sentido Plaza de Cibeles
La línea inicia su recorrido en la calle Sabrina con Puerto de Balbarán, desde donde continúa por Avenida del Parque de Palomeras Bajas hacia la Avenida de Buenos Aires. Sube por la misma hasta girar a la derecha por la Avenida de Pablo Neruda y de nuevo a la derecha para incorporarse a la calle Villalobos, que recorre entera siguiendo de frente por la Avenida de Rafael Alberti hasta que gira a la izquierda por la calle Luis Buñuel. Al final de ésta, gira de nuevo a la izquierda por la Avenida de Pablo Neruda y poco después a la derecha por la Avenida de Palomeras.
Desde este punto, el recorrido es igual al de ida pero en sentido contrario hasta que llega al final del su paso por la calle Arroyo del Olivar, donde gira a la derecha por la calle Puerto de Pajares, saliendo a la Avenida de la Albufera por la misma.
Pasando bajo el Puente de Vallecas, su recorrido es de nuevo igual al de ida pero en sentido contrario hasta que llega a su cabecera en la Plaza de Cibeles.
| Código | Parada                                  | Coincidente con                 | Conexión con Metro y Cercanías | Otros |
| ------ | --------------------------------------- | ------------------------------- | ------------------------------ | ----- |
| 5774   | PALOMERAS (C/ Sabrina)                  |                                 | El Pozo                        |       |
| 2109   | Parque de Palomeras                     | 57 136                          |                                |       |
| 2577   | Buenos Aires-Mogambo                    | 57                              |                                |       |
| 2088   | Pablo Neruda-Villalobos                 | 57 144                          |                                |       |
| 2086   | Villalobos                              | 144 310                         |                                |       |
| 2084   | Leoneses                                | 144                             |                                |       |
| 2082   | Aragoneses                              | 144                             |                                |       |
| 2080   | Biblioteca Miguel Hernández             |                                 |                                |       |
| 2078   | Extremeños                              |                                 |                                |       |
| 2076   | Pablo Neruda-Avenida de Palomeras       |                                 |                                |       |
| 2074   | Parque de la Constitución               |                                 |                                |       |
| 2073   | Pedro Laborde-Palomeras                 |                                 |                                |       |
| 2071   | Buenos Aires-Palomeras                  | 136                             |                                |       |
| 2069   | Parque de Azorín                        |                                 |                                |       |
| 2067   | Arroyo del Olivar-Muñoz Díaz            |                                 |                                |       |
| 2065   | Arroyo del Olivar-Carlos Martín Álvarez |                                 |                                |       |
| 2063   | Arroyo del Olivar-Sierra Carbonera      |                                 |                                |       |
| 5681   | Arroyo del Olivar-Puerto de Pajares     |                                 |                                |       |
| 1002   | Junta Municipal Puente de Vallecas      | 24 54 57 58 111 136 310         |                                |       |
| 4864   | Puente de Vallecas                      | 136 310                         | Puente de Vallecas             |       |
| 1411   | Ciudad de Barcelona-Seco                | 8 24 37 54 56 57 136 141 310    |                                |       |
| 3720   | Pacífico                                | 56 156                          | Pacífico                       |       |
| 2055   | Doctor Esquerdo-Cavanilles              |                                 |                                |       |
| 2053   | Cavanilles-Abtao                        |                                 |                                |       |
| 2051   | Mariano de Cavia                        |                                 |                                |       |
| 2049   | Reina Cristina                          | 14 26 32 C1                     |                                |       |
| 2047   | Basílica de Atocha                      | 14 26 32 C1 VAC-246             |                                |       |
| 1405   | Metro Menéndez Pelayo                   | 14 24 26 32 37 54 57 C1         | Menéndez Pelayo                |       |
| 1403   | Basílica de Atocha                      | 14 24 26 32 37 54 57 C1 VAC-246 |                                |       |
| 2045   | Estación de Atocha                      | 14 26 32 C1                     | Atocha                         |       |
| 5453   | Ministerio de Agricultura               | 14 001                          | Estación del Arte              |       |
| 82     | Prado-Atocha                            | 14 27 34 37 45 001 C03 E1       |                                |       |
| 5511   | Museo del Prado-Jardín Botánico         | 14 27 34 37 45 001 C03          |                                |       |
| 78     | Neptuno                                 | 14 27 34 37 45 001 C03          |                                |       |
| 5442   | CIBELES (dársenas junto Pº Prado)       |                                 | Banco de España                |       |